# 9316 Рамнус
9316 Рамнус (9316 Rhamnus) — астероїд головного поясу, відкритий 12 серпня 1988 року.
Тіссеранів параметр щодо Юпітера — 3,223.
Назва від крушина - латинською Rhamnus